# Parham Town
Parham Town ist eine Stadt auf den Britischen Jungferninseln und liegt im Nordosten der Insel Tortola. Als Teil des District C erstreckt sich Parham Town entlang der Nordküste, nahe East End Bay und Fat Hogs Bay. Es besteht aus den Hauptsiedlungen Greenland, Parham, Hope Estate und East End, die zusammen unter dem Namen Parham Town bekannt sind. Der Ort wird auch als East End oder Long Swamp bezeichnet und lebt hauptsächlich vom Tourismus. Die Koordinaten des Ortes lauten:  18,44272° N, 64,55985° W.

## Sport
Das East End Stadium ist einer von zwei Sportplätzen auf der Insel Tortola, auf denen regelmäßig Fußballspiele ausgetragen werden. Es dient als Heimspielstätte für die Fußballnationalmannschaft der Britischen Jungferninseln und ist auch Schauplatz für Spiele der BVIFA National Football League. Das Stadion verfügt je nach Quelle über eine Kapazität von 500 bis 1000 Zuschauern und ist mit Kunstrasen ausgestattet.
Der Rekordtitelträger der BVIFA National Football League der Islanders Football Club wurde in Parham Town gegründet. 1999 entstand von Polizisten im Ortsteil East End die Panthers, der älteste bis heute noch existierende Fußballverein auf den Britische Jungferninseln.